# Hátún
Hátún är en bergstopp i republiken Island. Den ligger i regionen Austurland, 400 km öster om huvudstaden Reykjavík. Toppen på Hátún är 747 meter över havet.
Runt Hátún är det mycket glesbefolkat, med 3 invånare per kvadratkilometer. Närmaste större samhälle är Neskaupstaður, omkring 11 kilometer nordost om Hátún. Trakten runt Hátún består i huvudsak av gräsmarker.